# ジャン・デ・クラーク
ジャン・デ・クラーク（Jan De klerk 、1991年2月10日 - ）は、南アフリカのラグビーユニオン選手。

## プロフィール
- 南アフリカケープタウン出身。
- ポジションはロック(LO)。
- 身長 198cm、体重 118kg
- ニックネームはJan。

## 略歴
ステレンボッシュ大学、ウェスタン・プロヴィンス、ストーマーズを経て、2018年、キヤノンイーグルス(現・横浜キヤノンイーグルス)に加入。同年8月31日に行われたジャパンラグビートップリーグ第1節の東芝ブレイブルーパス戦にて先発出場で日本での公式戦初出場を果たす。
2021年、豊田自動織機シャトルズ(現・豊田自動織機シャトルズ愛知)に加入。
2022年、豊田自動織機シャトルズ愛知を退団した。